# Ki Baitei
Ki Baitei (japanisch 紀 楳亭; geboren 1734 in Ōtsu (Provinz Ōmi); gestorben 6. August 1810) war ein japanischer Maler im Nanga-Stil.

## Leben und Wirken
Ki Baitei war ein Meisterschüler von Yosa Buson, sowohl was Malerei anging, als auch was Haiku-Dichtkunst betraf. So wird er auch nach seiner Heimat „Ōmi Buson“ oder „Ōtsu Buson“ genannt.
Baitais Bilder zeigen viel von dem Lyrischen, das man im Werk von Buson findet, wobei sie im Allgemeinen nicht so sorgfältig ausgeführt sind, wie bei jenem. Baitais kräftiger Strich zeigt immerhin eine bemerkenswerte Kraft und dramatische Energie.
Seine Spezialität war das Landschaftsbild, aber sein Werke umfasst auch Haiga (俳画) – Haiku-Illustrationen, Giga (戯画) – Karikaturen, Kyōga (狂が), Ōtsu-e und Bijinga.  　

## Bilder

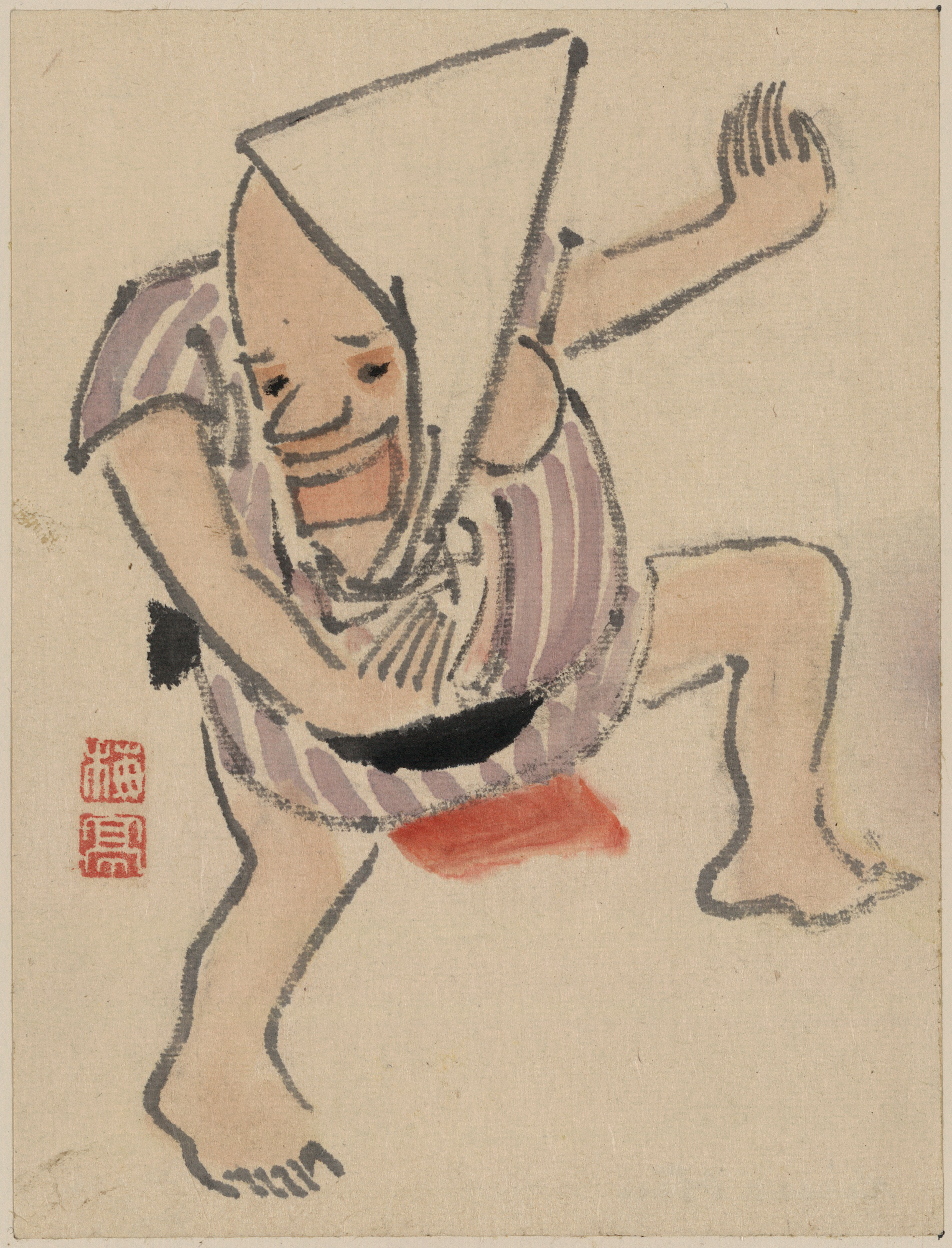
Karikatur eines Tänzers
Mutter und Kind
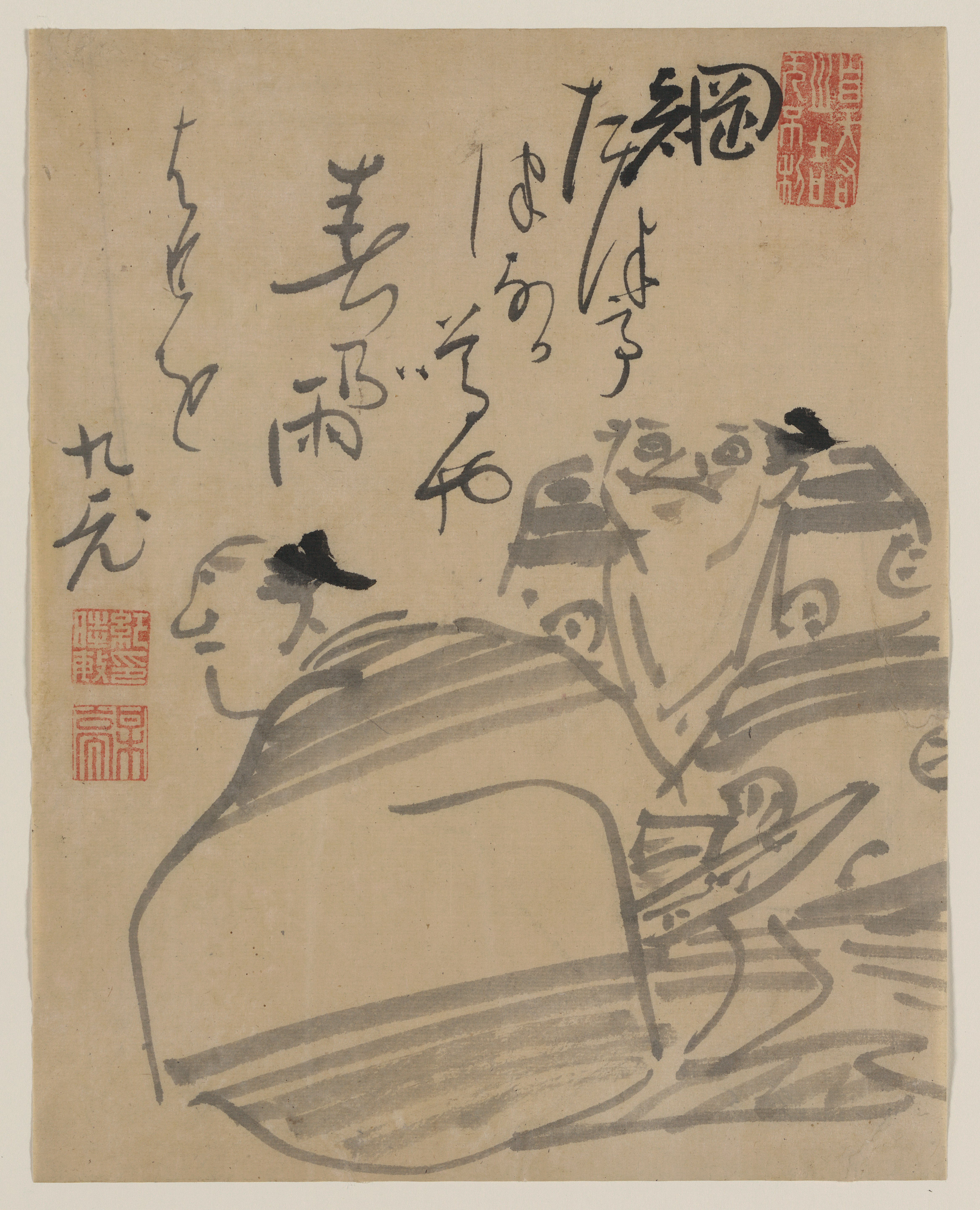
Zwei Männer
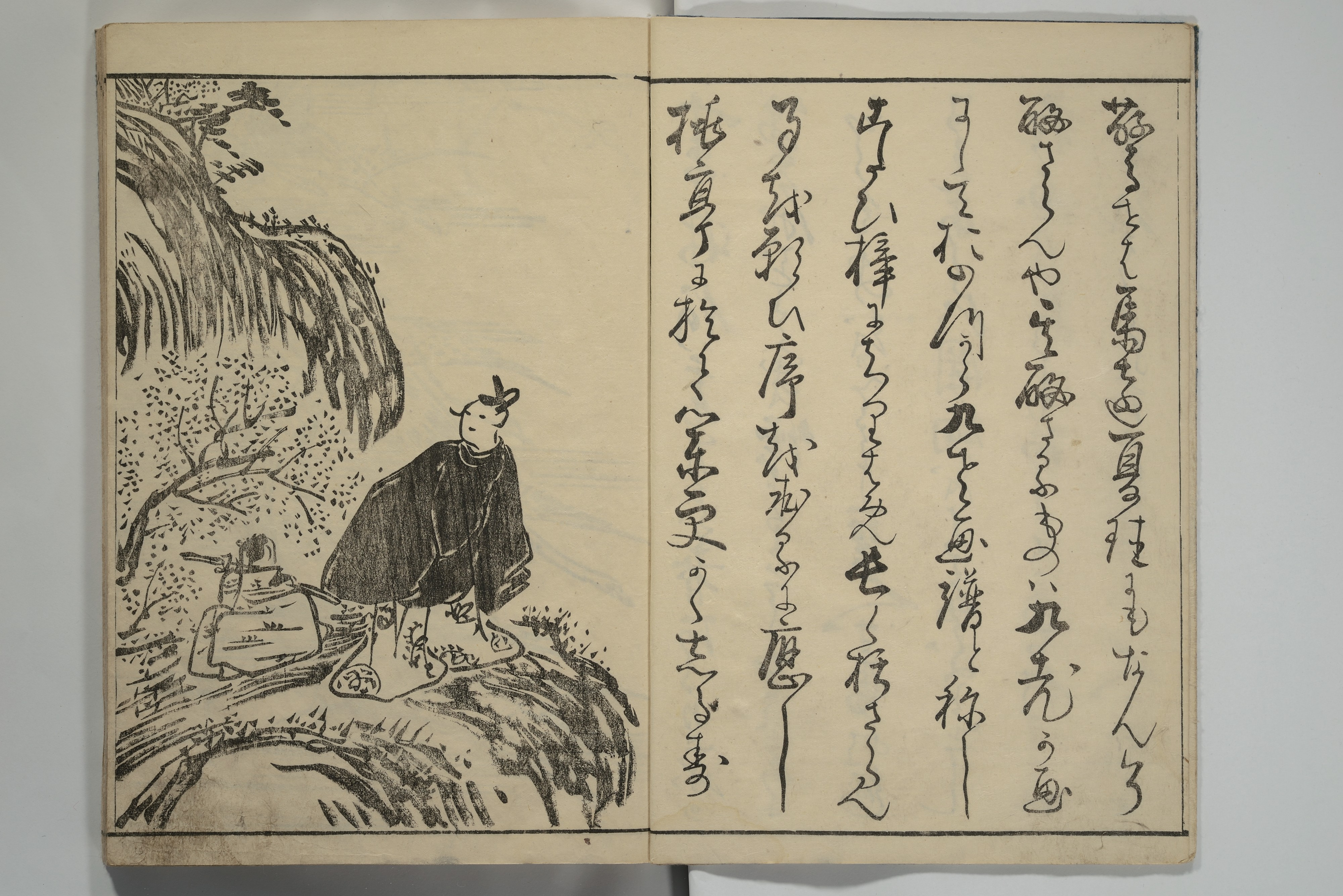
Albumblatt 1
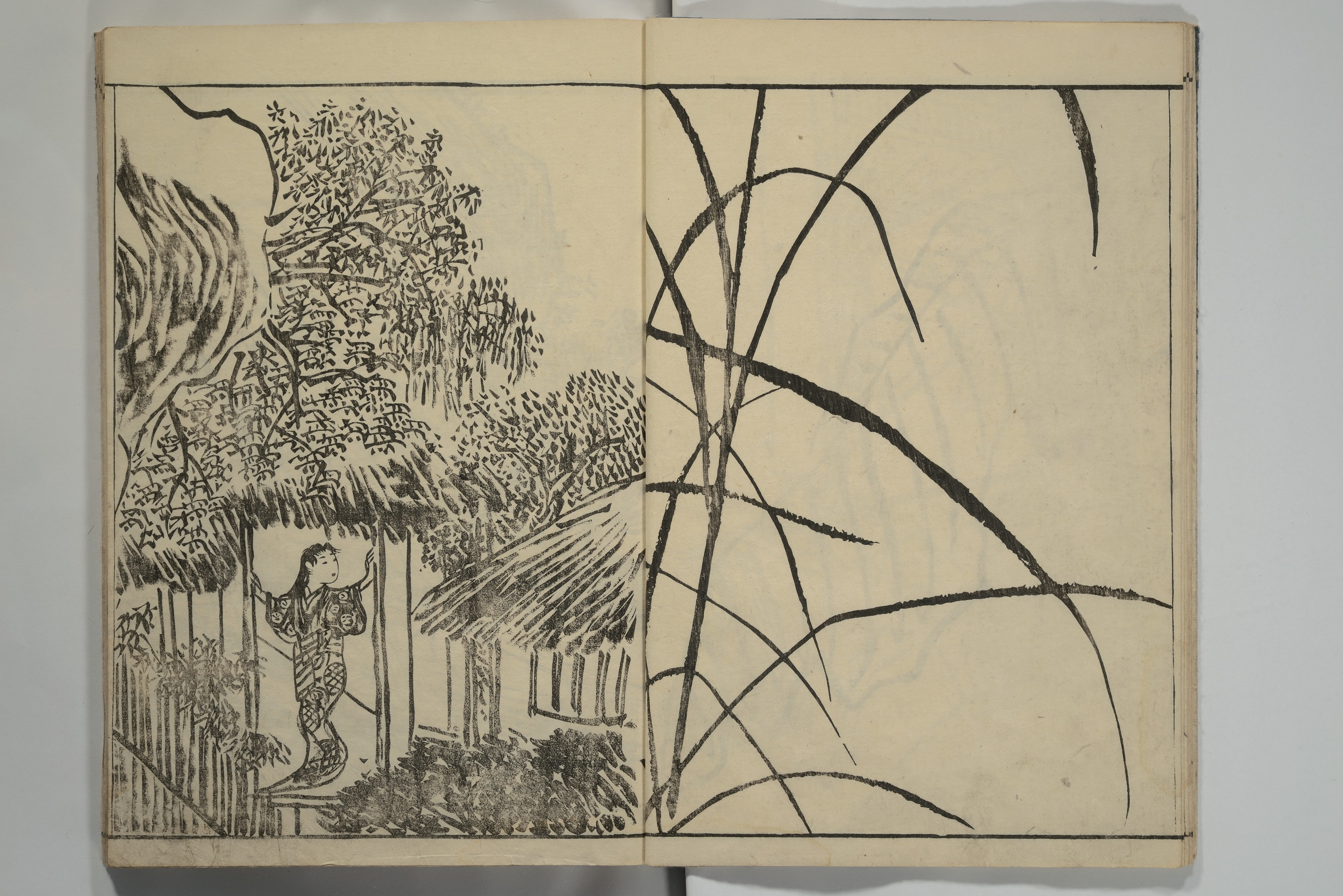
Albumblatt 1
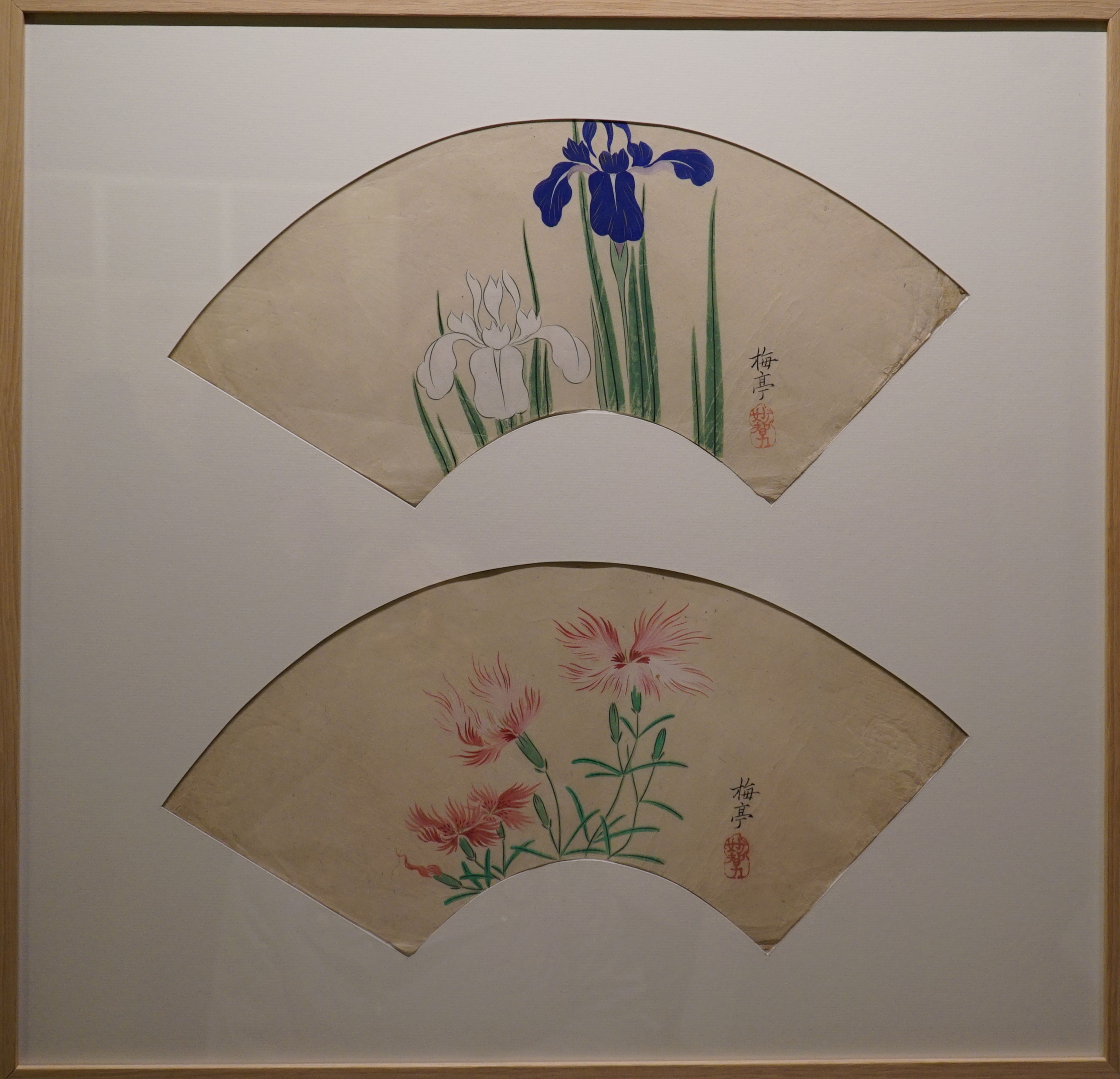
Zwei Fächer